# SUW-TOR Łódź
SUW-TOR Łódź – polski klub futsalowy z Łodzi. Drużyna wystąpiła w premierowym sezonie I ligi (1994/1995), w którym zajęła trzecie miejsce.